# Китайская история призраков 2
«Китайская история призраков 2» — гонконгский фантастический кинофильм 1990 года.

## Сюжет
Главный герой — молодой писарь, попадает в центр очередной битвы между силами Добра и Зла. В ходе событий он встречает девушку, как две капли воды похожую на его погибшую возлюбленную. Она и её сестра влюбляются в писаря. В их приключениях им помогает молодой воин-монах.
Фильм изобилует комичными сценами.

## В ролях
- Лесли Чун — Лин, странствующий теолог;
- Джои Вон — Лип Сяо Цинь, девушка-призрак
- Мишель Рейс — Юэт Чи
- Джеки Чун — Чи Чау
- Ву Ма — Инь Чек Ся
- Ку Фэн — Старейшина Чу
- Лау Шунь — верховный жрец
- Лау Сиу-Минг — правитель Фу
- Уэйз Ли — Ху